# Felsen-Kuckuckshummel
Die Felsen-Kuckuckshummel (Bombus rupestris, Syn.: Psithyrus rupestris), auch Rotschwarze Kuckuckshummel genannt, ist eine Hummelart, die als Brutparasit lebt.

## Merkmale

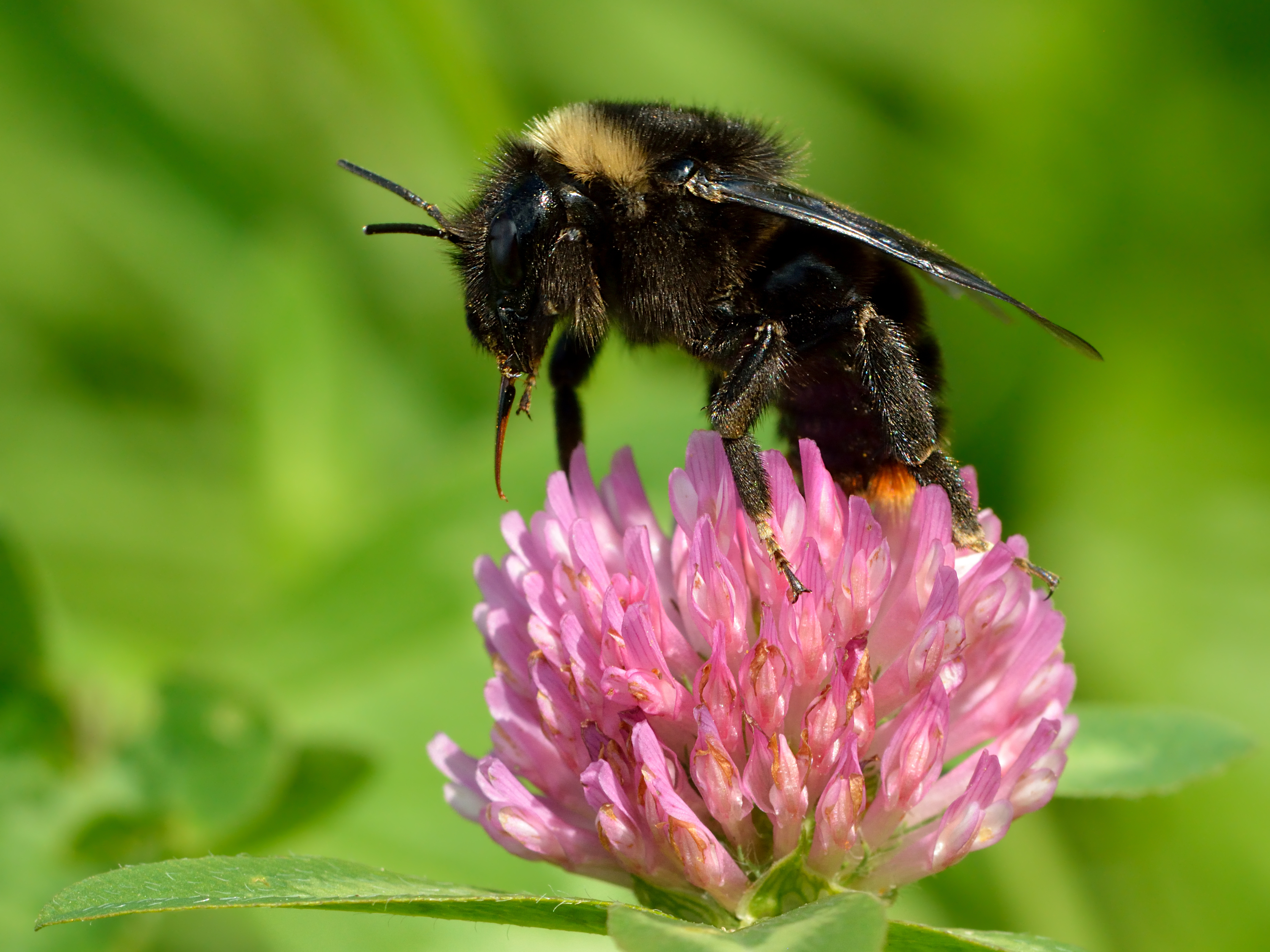
Weibchen

Das Weibchen ist 18 bis 22 Millimeter lang und hat eine Flügelspannweite von 41 bis 44 Millimetern. Das Männchen misst 14 bis 16 Millimeter bei einer Flügelspannweite von 28 bis 31 Millimetern.
Die Felsen-Kuckuckshummel ähnelt stark der Königin der bevorzugt parasitierten Art, der Steinhummel. Die Grundfarbe des Körpers ist schwarz, das letzte Hinterleibsdrittel ist rot. Die Flügel sind dunkel gefärbt. Es existiert eine Farbvariante mit einer gelben Querbinde auf dem Thorax hinter dem Kopf.
Der rundliche Kopf sowie der Rüssel sind kurz.
Ihr fehlt der für Hummeln typische Pollensammelapparat am letzten Beinpaar, der notwendig wäre, um die Larven selbst zu versorgen.

## Vorkommen
Die Felsen-Kuckuckshummel lebt in Westeuropa bis zur Mandschureimit Vorkommen in ganz Deutschland.

## Fortpflanzung
Die Felsen-Kuckuckshummel parasitiert hauptsächlich die Steinhummel.
Sie sucht in der Regel erst ab Anfang Mai nach einem Nest des Wirtsvolkes mit bereits fliegenden Arbeiterinnen. 
Wie die anderen Kuckuckshummelarten dringt sie in das Nest ein und verhält sich unauffällig, bis sie den Geruch ihres Wirtes angenommen hat. 
Die Felsenkuckuckshummel ist deutlich größer und kräftiger als eine Steinhummelkönigin. Sie liefert sich mit dieser einen Kampf, den sie fast immer gewinnt.

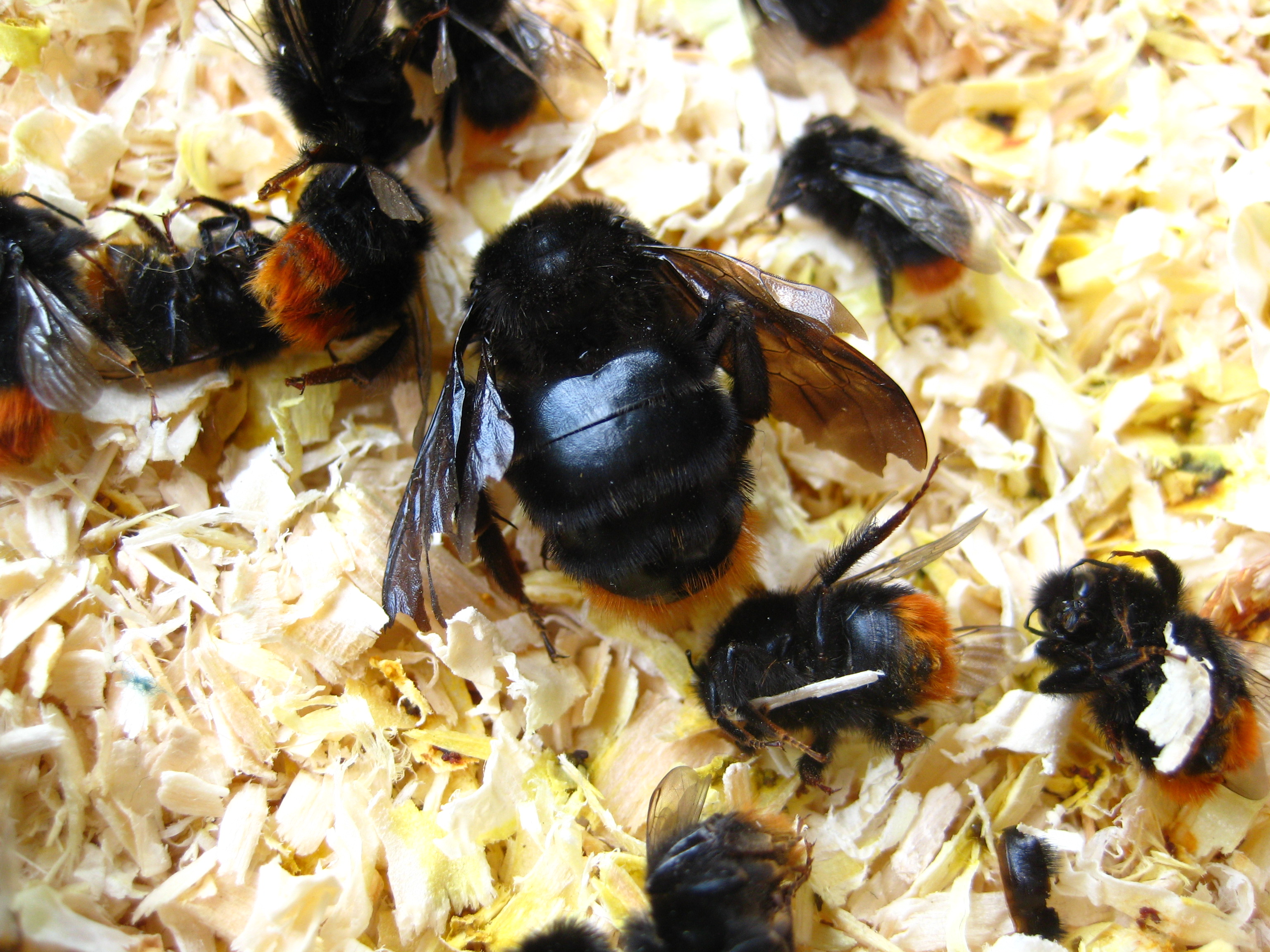
Felsenkuckuckshummel von Arbeiterinnen eines Steinhummelvolkes getötet. Daneben einige der Arbeiterinnen, die bei dem Kampf ums Leben kamen.

Aus den Eiern, die sie legt, schlüpfen nur Geschlechtstiere, also Drohnen und Königinnen.
Die Larven werden von den Arbeiterinnen des Wirtsvolkes mit Pollen und Nektar versorgt.
Nach der Begattung stirbt das Männchen, und das Weibchen überwintert in einem geschützten Versteck im Erdreich.

## Flugzeit
Die überwinterte Felsen-Kuckuckshummel fliegt von Mitte April bis Mitte Juni.

## Ernährung
Das Weibchen ernährt sich im Frühjahr oft von Pollen und Nektar von Löwenzahn, Witwenblumen und Disteln.